# Greve Fodbold
Greve Fodbold is een Deense voetbalclub uit Greve. De club werd in 1935 opgericht en speelt anno 2010 in de Deense tweede divisie Oost, de derde hoogste voetbalcompetitie in Denemarken.